# Prout (unité)
Pour les articles homonymes, voir Prout.
Le prout est une unité obsolète d'énergie employée en physique nucléaire. Elle était utilisée dans la mesure des énergies de liaison des nucléides.
Le prout est une unité proposée en 1946, par Enos E. Witmer (1898-1987), de l'université de Pennsylvanie. Son éponyme est le chimiste écossais William Prout (1756-1850),,.
Un prout correspond à un douzième de l'énergie de liaison d'un deutéron. Ainsi, 1 prout équivaut environ à 185,38 keV.
La valeur de cette unité provient du fait que la plupart des énergies de liaison des noyaux sont des multiples de ce nombre. Les noyaux lourds possèdent des énergies de liaison de l'ordre de 42 prouts, mais celles de certains noyaux légers peuvent être plus importantes que cela.
En 1946, Witmer a défini l'équivalent massique de l'énergie d'un prout comme égal au quotient de la masse nucléaire de l'oxygène 16 (16O) par 82 012,.